# Ctenorhabdotus
Ctenorhabdotus — викопний рід реброплавів. Відбитки п'яти представників роду знайдено у відкладеннях сланцевої формації Берджес-Шейл у провінції Британська Колумбія на заході Канади, що датуються середнім кембрієм (510 млн років тому). Голотип зберігається в Королівському музеї Онтаріо в Канаді.

## Опис
Ctenorhabdotus сягав 7 см завдовжки і мав яйцеподібну форму. він був оснащений 24 рядами гребінців (ктен), що втричі більше, ніж це відомо з сучасних реброплавів. Верхня (аборальна) та нижня (оральна) поверхні відносно плоскі. Ряди ктен організовані в 8 комплектів по три, причому центральний ряд набагато коротший від двоє бічних. Кожна група з трьох гребінчастих рядів сходить до аборальної сторони, утворюючи 8 жил. Оральна область добре розвинена з хвилястим краєм. Існує невелика капсулоподібна структура на аборальному боці тварини, яка, як вважають, включає апікальний орган та статоцисти.

## Спосіб життя
Наявність рядів гребінців свідчить про те, що тварина активно плавала. Про його спосіб харчування можна лише догадуватися: рот погано зберігся і немає слідів щупалець.